# نگارگری دیواری ساسانیان

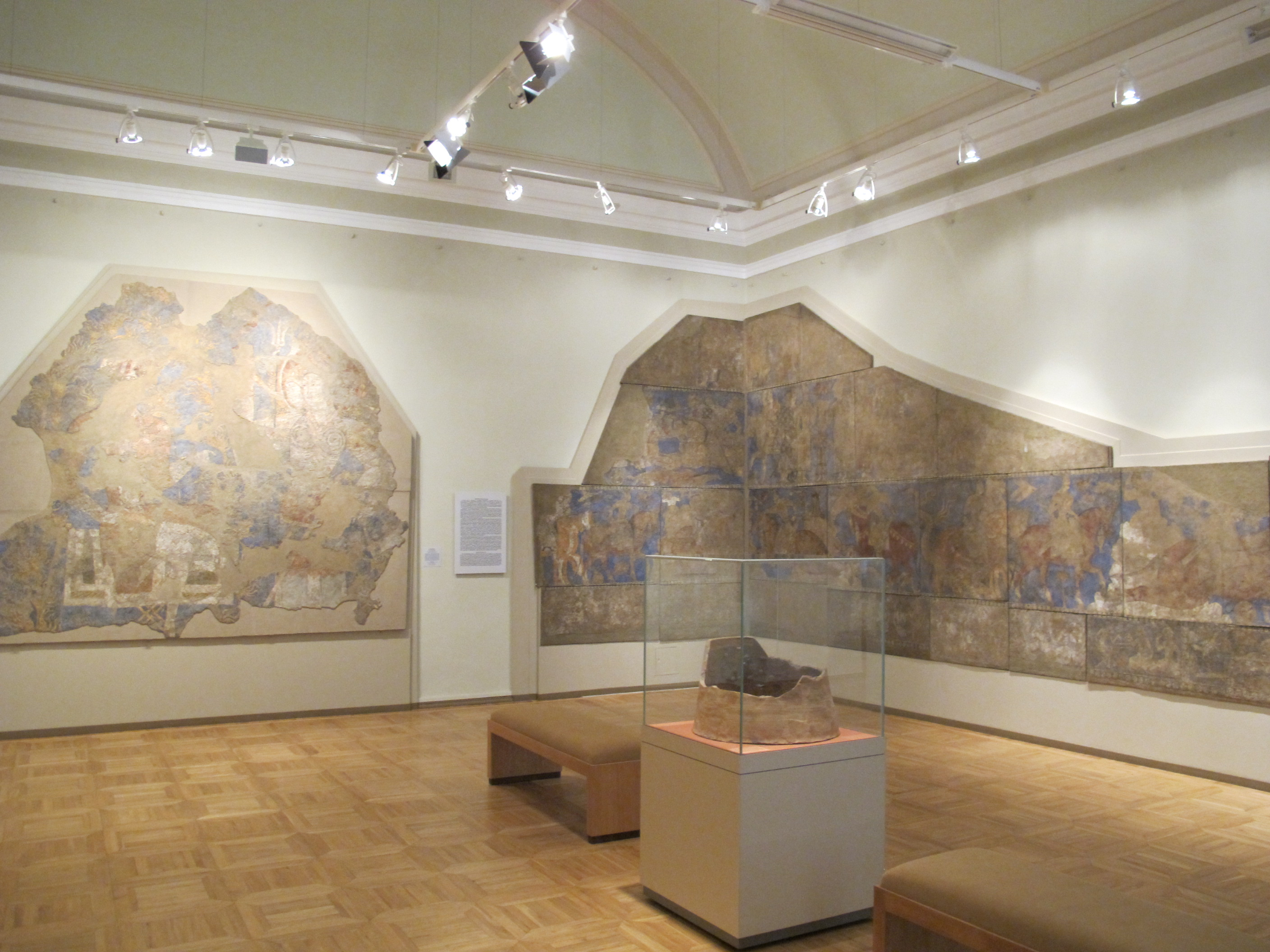
در تاجیکستان

نقاشی‌های متنوعی در مکان‌هایی واقع در قلمرو امپراتوری ساسانی (۲۲۴ تا ۶۵۰ میلادی) یافت شده‌اند. در حالی‌که عملکرد اصلی این نقاشی‌ها تزئینی است، عملکرد ثانویه آن‌ها را می‌توان با توجه به محل قرارگیری، درون‌مایه و ابعادشان تشخیص داد، که این عملکرد ثانویه از اهمیت زیادی برخوردار است زیرا بازتابی از جهان‌بینی ساسانیان محسوب می‌شود. نقاشی‌های دیواری تنها در هفت سایت در ایران، عراق امروزی و سوریه امروزی کشف شده‌اند و در مقایسه با نقش‌برجسته‌ها، ظروف نقره یا سکه‌های ساسانی، کمتر مورد توجه پژوهشگران قرار گرفته‌اند. نقاشی‌های دیواری شناخته‌شده عمدتاً سکولار بوده و به عنوان هنر عمومی در خدمت تبلیغات سلطنتی به‌کار می‌رفتند. بیشتر آن‌ها با گفته مورخ رومی، آمین مارسلینوس (۳۳۰–۳۹۱ م)، همخوانی دارند: «در کشورشان، هیچ چیز نقاشی یا حجاری نمی‌شود مگر صحنه‌های جنگ و کشتار». صحنه‌های جنگ و شکار، قدرت و جایگاه پادشاه را به نمایش می‌گذاشتند و در نقوش برجسته، ظروف نقره و نقاشی‌های دیواری تکرار می‌شدند.
نقاشی‌های دیواری ساسانی بر هنر همسایگان و همچنین هنر اسلامی تأثیر گذاشتند. برای مثال، در نقاشی‌های کوشانو-ساسانی در غلبیان، آثار بودایی بامیان، و نقاشی‌های سغدی در افراسیاب، پنجکنت، و ورخشه. همچنین در قصر اموی قصرالحیر الغربی و کاخ عباسی سامرا ردپای تأثیر هنر ساسانی دیده می‌شود.
با اینکه طبیعت زودگذر نقاشی‌های دیواری قضاوت دربارهٔ جایگاه آن‌ها در هنر ساسانی را دشوار می‌سازد، شواهد نشان می‌دهند که آن‌ها نقشی مهم در فرهنگ تصویری این دوره ایفا می‌کردند.
در حاجی‌آباد، نقاشی‌ها تعاملات اجتماعی را بازتاب می‌دهند و با مجسمه‌های نیم‌تنهٔ ساسانی در گچ، نقره یا برنز که دلالت‌های اجتماعی داشتند، قابل مقایسه‌اند.
پلاستر در مکان‌های مختلف متفاوت بود: در شوش خاک رس، در حاجی‌آباد گل، و در تیسفون گچ. در حاجی‌آباد از تکنیک *secco* (خشک) و در تیسفون از هر دو روش *secco* و *fresco* (خیس) استفاده شده است.
اطلاعات اندکی دربارهٔ خود نقاشان وجود دارد: مشخص نیست آیا آنان وابسته به دربار بودند یا صنعتگرانی موقتی؛ یا اینکه هنرمند محسوب می‌شدند یا صرفاً صنعتگر.

## ایران

### گور (فیروزآباد)
نقاشی‌ای که گفته می‌شود چهار عضو از خانواده سلطنتی ساسانی را نشان می‌دهد—دو زن، یک مرد و یک کودک همراه با گوساله—در یک ساختار که به عنوان کاخ تفسیر شده کشف شد. به گفتهٔ لیلا نیاکان، این نقاشی به دوران اردشیر اول (۲۲۴–۲۴۲) بازمی‌گردد.

### شوش
بقایای نقاشی‌ها در اتاقی از ویلای سلطنتی کشف شد که احتمالاً محل اقامت یک فرد مهم بوده است. این نقاشی‌ها صحنه شکار را در اندازه‌ای دو برابر اندازه واقعی نشان می‌دهند. گاه‌شماری این نقاشی‌ها میان قرن دوم (دوره اشکانی) تا قرن چهارم (دوره ساسانی) محل اختلاف است.

### ایوان کرخه
قطعاتی از نقاشی‌های دیواری در سه ایوان مقابل دروازه جنوبی یک کاخ یافت شد. گمان می‌رود این نقاشی‌ها متعلق به قرن چهارم میلادی و دارای عملکرد ایدئولوژیک بوده‌اند.

### حاجی‌آباد
در ایوان‌های یک سکونتگاه برجسته، نقاشی‌هایی شامل چهره‌های انسانی، صحنه نبرد و طرح‌های هندسی و گیاهی کشف شد. یکی از چهره‌ها، بزرگ‌تر از اندازه واقعی، احتمالاً نمایانگر صاحب‌خانه بوده است. این آثار به قرن چهارم میلادی تعلق دارند و احتمالاً کارکردی اجتماعی و سیاسی داشتند.

### تپه حصار
نقاشی‌هایی در ساختمانی که احتمال می‌رود متعلق به دوره قباد یکم (حکومت ۴۸۸–۴۹۶ و ۴۹۹–۵۳۱) باشد کشف شده‌اند. یکی از نقاشی‌ها به وضوح یک سوارکار را نشان می‌دهد.

## سوریه

### دورا اوروپوس در سوریه
صحنه نبردی (نقاشی) در اتاقی از یک خانه معمولی یافت شد. عناصر این نقاشی شامل سواران، اشخاص روی تخت، کماندار، فردی با گل و طراحی‌های هندسی بود. بر اساس شواهد تاریخی و سبک‌شناسی، تاریخ نقاشی بین سال‌های ۲۵۳ تا ۲۵۶ میلادی تخمین زده می‌شود. به‌نظر می‌رسد این نقاشی ورود شاپور اول (۲۴۰–۲۷۲) به سوریهٔ روم را گرامی می‌دارد.

## عراق

### تیسفون
در یک خانه مربوط به قرون ۶ یا ۷ میلادی، نقاشی‌هایی از انسان‌ها با دست‌های برافراشته و یک پرنده یافت شده است. همچنین در حمامی در نزدیکی تالار تخت کاخ ساسانی، دیوارها با نقش‌مایه‌های تزئینی نقاشی شده‌اند.

## نقاشی دیواری ساسانی در سنت نقاشی خاور نزدیک
مرز میان هنر پارت‌ها و ساسانیان به آن شدت نیست که تصور می‌شود. نقاشی‌های دیواری پارت‌ها در آشور و حترا، از جمله صحنه‌های سوارکاران، شباهت‌هایی با آثار ساسانی دارند. همچنین صحنه نبردی در برج نسا با نقاشی دورا اوروپوس مقایسه‌پذیر است. عناصر پارت مانند اسب نیشانی و مدل موی سه‌بخشی در هنر ساسانی ادغام شدند.